# Het Oude Loo
Le château Het Oude Loo est un pavillon de chasse du XVe siècle situé sur le domaine de la Couronne Het Loo, à Apeldoorn (dans la province néerlandaise de Gueldre), non loin du Palais Het Loo. Le mot «loo», qui remonte au germanique, signifie «clairière dans la forêt».

## Histoire
Le (Oude) Loo apparaît pour la première fois en 1439, comme la propriété d'Udo Talholt. Udo Talholt, conseiller du duc de Gueldre, n'était pas seulement un homme important, mais aussi un homme riche. Il prêta une grosse somme d'argent au duc. Il a peut-être été le constructeur du château, dont les parties les plus anciennes datent du XVe siècle.
Au XVIe siècle, il appartenait aux Bentincks, qui agrandirent le château vers 1540. Pendant quelque temps, il est passé entre les mains de la famille D'Isendoorn à Blois, qui à cette époque se trouve également détentrice du château De Cannenburgh, à proximité. Au XVe siècle, la bâtiment devait être de très petite taille; un bâtiment rectangulaire - le bloc avant actuel - avec deux tours d'angle rondes. Vers le milieu du XVIe siècle, les deux ailes ont été construites à l'arrière, délimitant une cour; seule la tour d'angle arrière appartient à la première période de construction. Un mur fermait la cour du quatrième côté. Le château est entièrement construit en brique avec l'utilisation occasionnelle de pierre naturelle avec grande parcimonie.
Le XVIIIe siècle fut une période où des problèmes de succession poussèrent le château à changer souvent de propriétaire. Certains comme le prince Guillaume V n'appréciaient pas Het Loo, mais pour des raisons patriotiques, une grande ménagerie était toujours aménagée. En 1795, Guillaume V partit pour l'Angleterre. Les armées françaises révolutionnaires sont arrivées et ont confisqué les propriétés de la Maison d'Orange. Au Palais Het Loo et à Het Oude Loo même, une garnison de 3000 soldats français ont été logés.
Le trône de la République batave a été attribué par Napoléon à son frère Louis en 1806. Dès l'été, le nouveau roi a élu domicile au Palais Het Loo et l'une des premières choses qu'il ait faites alors fut de remplir le fossé autour de l' Oude Loo. En tant qu'enfant, on lui a prédit qu'il mourrait par noyade et il a tout fait pour en réduire tous les risques.

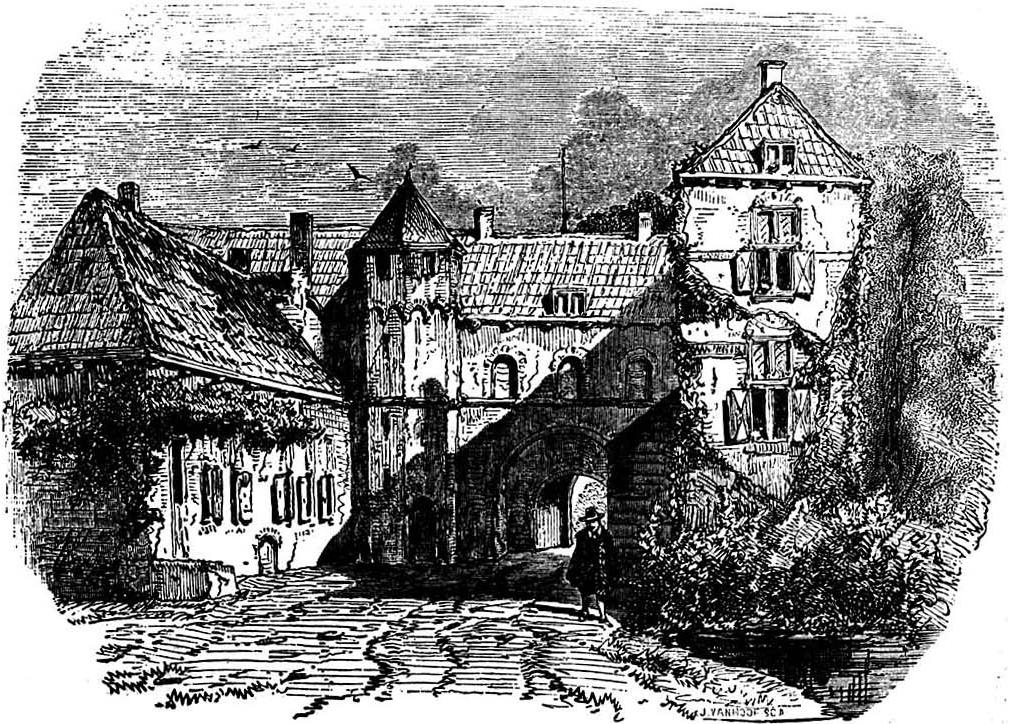
La cour du château en 1860

La reine Wilhelmine a chargé le célèbre maître d'œuvre Pierre Cuypers en 1904 d'une restauration complète. Une première mission importante était de restaurer l'ancien fossé, mais Cuypers est allé beaucoup plus loin. Il était très libre avec les données historiques et n'avait aucune crainte de travailler «dans l'esprit» du style original et d'y faire de nombreux ajustements. Modifications effectuées : la tour sud-ouest surélevée et toit transversal de cette tour; une autre tour, construite contre l'aile sud, destinée à servir de sortie d'évacuation. À l'origine, il n'y avait pas de tour sur ce site. La restauration a été achevée après la mort de Cuypers en 1921 par son fils Jos Cuypers qui travaillait au bureau de son père depuis 1900. Oude Loo n'a guère été utilisé après la restauration et la décrépitude de l'ensemble ne s'est pas fait attendre. Dès 1948, la structure du toit n'était plus fiable et des dispositions spéciales de sécurité ont été prises.

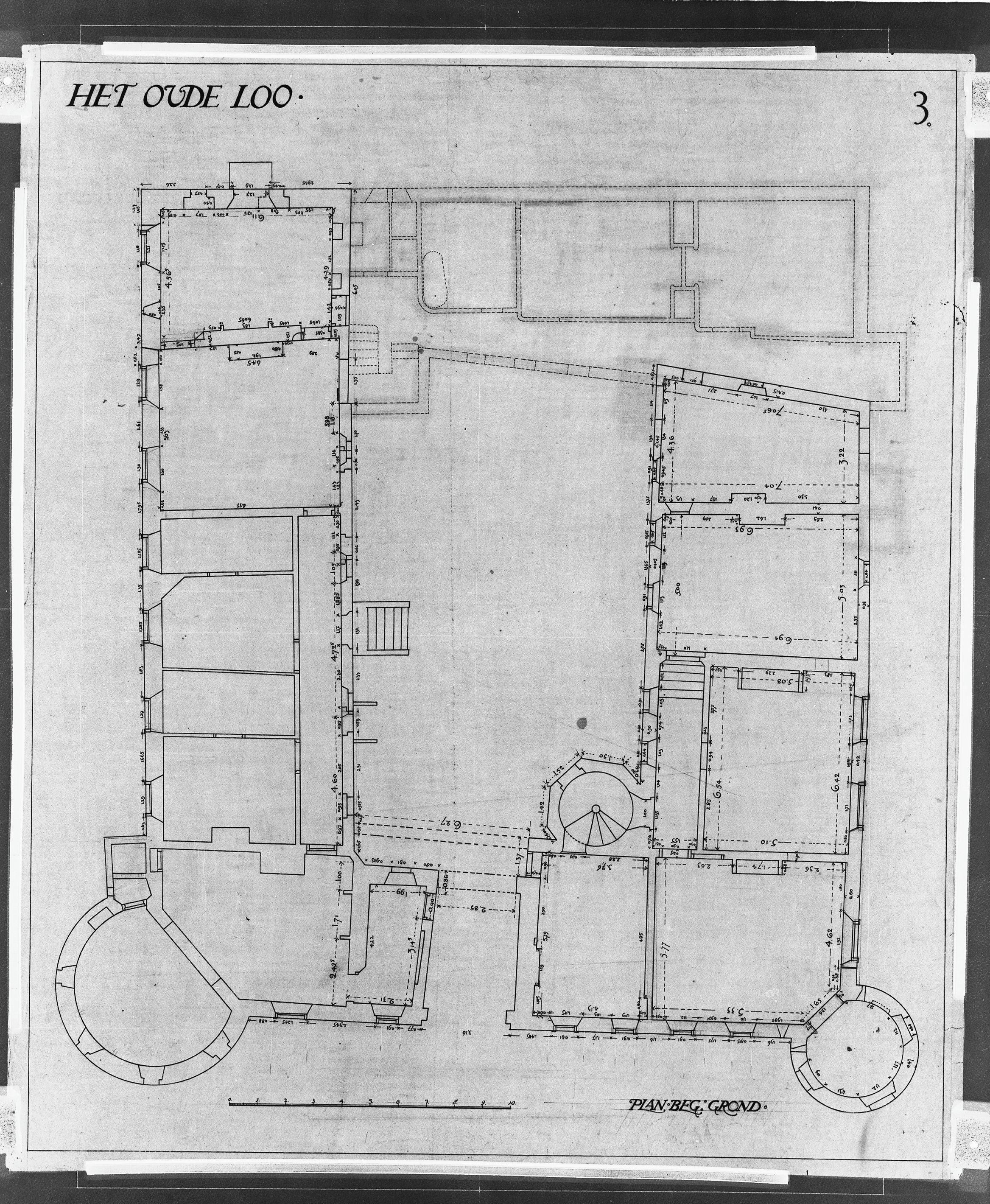
Le plan d'emprise du château
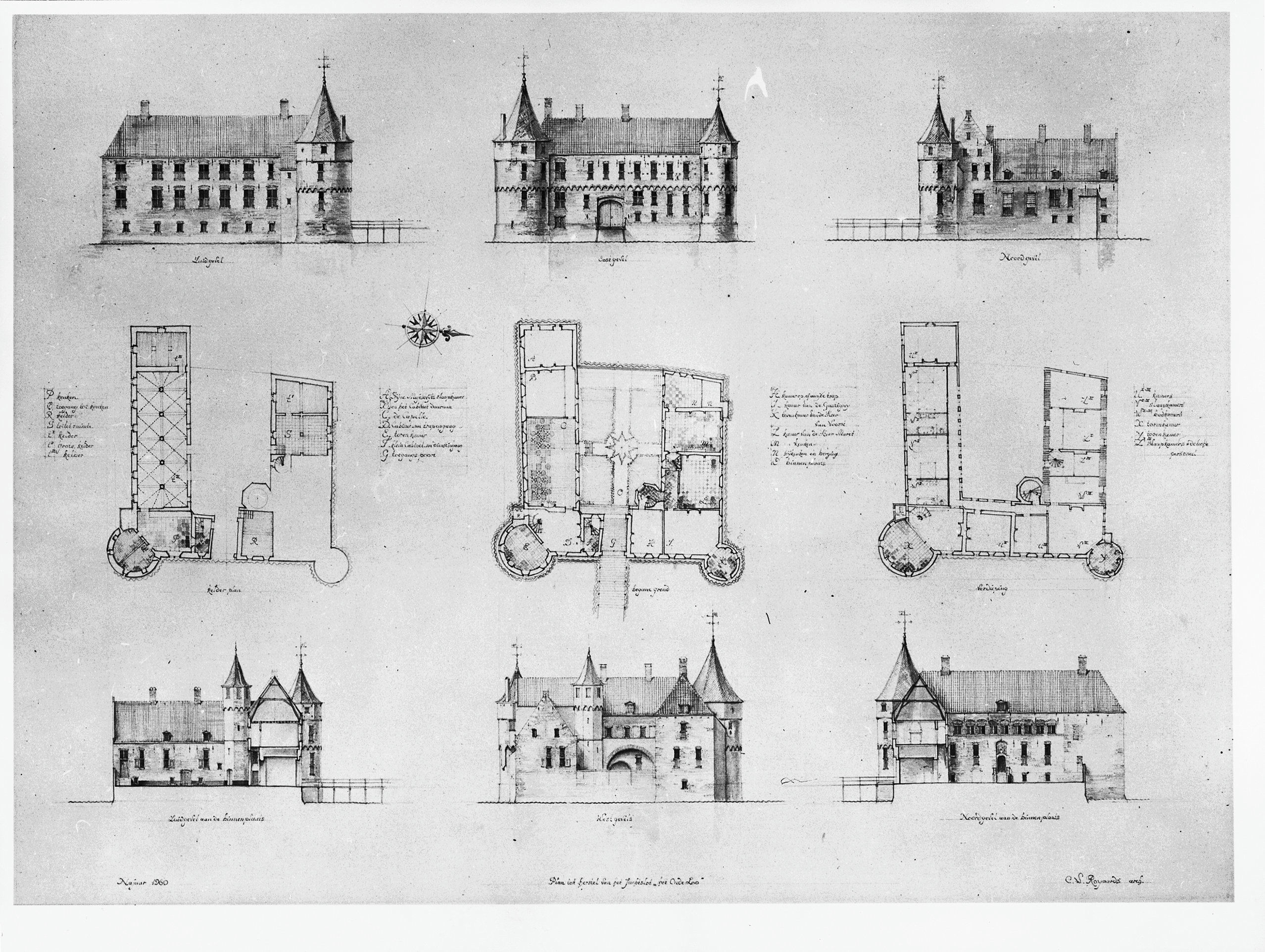
Les plans pour les travaux de restauration par K. Royaards

En 1968, C.W. Royaards (nl) s'est lancé sur une restauration renouvelée de l'Oude Loo, dans laquelle une grande partie de l'œuvre de Cuypers a été supprimée. Entre autres choses, l'extension de la tour a été remplacée par une variante en bois élancée et la tour sud-ouest a retrouvé sa forme d'origine. Après la mort de Royaards en 1970, l'ir. J.B. baron van Asbeck a achevé la restauration en 1976, en grande partie sur les plans existants de Royaards. Il a également restauré le Palais Het Loo, et l'a adapté pour son nouvel usage comme musée. Il a revu le jardin selon la disposition historique initiale.

## Propriétaires
L'Oude Loo a appartenu aux familles Varick, Arnhem, Voorst, Van Rossum, Isendoorn, Stepraedt et Ulft. De nombreux membres de ces lignées ont eu une influence considérable dans la vie ecclésiastique et administrative d'Apeldoorn aux XVe siècle et XVIe siècles.
Le 27 novembre 1684, le stathouder Guillaume III acheta la maison et le terrain. Jusque-là, il y avait une église secrète catholique romaine dans le château, toute décorée située dans la grande salle des chevaliers. Peu de temps après l'achat par le stadholder, la construction du Palais Het Loo a débuté car l'Oude Loo était trop exigu pour loger le prince et son entourage.
Le 17 août 2006, le prince Naruhito et la princesse Masako du Japon ont emménagé à Het Oude Loo pendant un certain temps. Il avait été mis à leur disposition par la famille royale néerlandaise, car la princesse était submergée par la pression psychologique et l'étiquette rigide de la cour japonaise. Ils sont restés dans le château pendant six semaines.

## Aujourd'hui
L'Oude Loo est un monument national et appartient à l'État des Pays-Bas (Rijksgebouwendienst) depuis 1968. La famille royale, qui loue le château, l'utilise encore régulièrement. Elle attache une grande importance au domaine Het Loo dans son ensemble. C'est un lieu où la famille se retrouve souvent, surtout depuis la cession de Palais Het Loo en 1975.

## Visite du jardin
Le château n'est pas ouvert au public. Le jardin est cependant accessible pour les visiteurs d'avril à mai uniquement. On peut y admirer un bassin aux statues, un labyrinthe arboré et un terrain de quille d'extérieur.

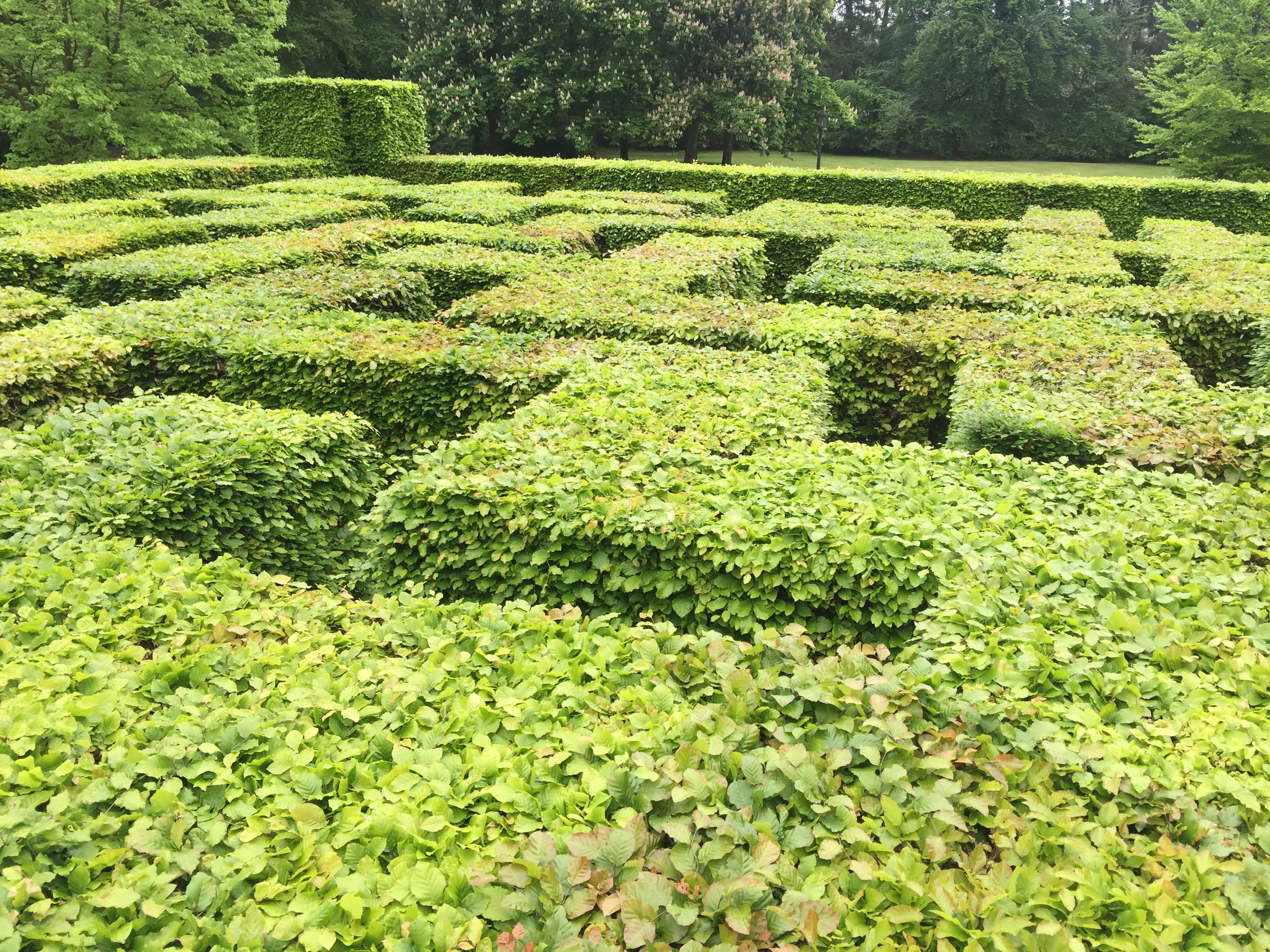
Le labyrinthe.

## Sources
- Allert de Lange - Gids voor "De Nederlandse Kastelen en Buitenplaatsen"
- Municipalité d'Apeldoorn
- Kroon, W. Thuyss opt Loe. Aphen aan den Rijn, 2000.
- Laan, H. van der. Het Jachtslot Het Loo te Apeldoorn. Apeldoorn, 1984.